# Curundú (Panamá)
Curundú es un corregimiento del distrito de Panamá, ubicado en el conjunto urbano de la ciudad de Panamá. Fue fundado el 17 de noviembre de 1971 y limita con los corregimientos vecinos de Bethania, Ancón, Calidonia y Bella Vista.

## Historia
El nombre del corregimiento proviene del río homónimo, cuyo significado es considerado por algunos historiadores panameños como Rafael Candanedo como desconocido. La zona fue la salida de la nueva Ciudad de Panamá hacia el Camino de Cruces, a partir de 1673, con la construcción de un puente de piedra que atravesaba el río (en ese entonces llamado Hondo) y que con ello fue llamado también río del Puente hasta entrado el siglo XX.
Las primeras menciones de Curundú, provienen de a mediados del siglo XIX, como un pequeño poblado de extramuros (en las afueras de la ciudad) donde habitaba gente del arrabal (mayormente mestizos, mulatos y zambos); también en un mapa de 1857 a pedido de George Totten, ingeniero jefe del Ferrocarril de Panamá, aparece trazado un poblado llamado Corandu, en las cercanías del actual río Curundú.
Con la instauración de la Zona del Canal de Panamá en 1904, el río Curundú sirvió como línea limítrofe entre el territorio panameño y el nuevo territorio administrado por los estadounidenses, quienes llamaron eventualmente como Curundu (sin tilde) en su ribera, y que luego tras la reversión de la zona estadounidense a manos panameñas en 1999, esas zonas fueron renombradas como Llanos de Curundú y Altos de Curundú, en el corregimiento de Ancón.
En cambio, el territorio que quedó bajo soberanía panameña sufrió un proceso de invasión de terrenos cuyos habitantes no podían costear el alza de los alquileres en la ciudad. En octubre de 1925 ocurrió el movimiento inquilinario que provocó la invasión del ejército estadounidense en la ciudad capital y obligó a algunas personas a migrar a las afueras, entre ellos al norte del actual corregimiento, que en ese entonces estaba repartido en tres fincas. En los años posteriores hasta 1932 se establecerían en el este del corregimiento, con el mismo problema. Entre 1945 y 1961, más pobladores llegan a ocupar las zonas libres y logran conectar todos los núcleos poblaciones quedando en uno sólo.
En 1947 se fundó la primera sociedad de vecinos llamada "Sociedad Curundú Unido", que buscaba el traslado de la población al sector de Concepción (corregimiento de Juan Díaz) y hacia 1950 se traslada a casi toda la población, quedando solamente algunos antiguos pobladores. No obstante, la lejanía de Juan Díaz con la ciudad estaba causando mayor costo a los habitantes, y muchos de éstos volvieron a repoblar Curundú.
En la década de 1960 surgen dos nuevas sociedades: la Sociedad Progresista de Curundú, que buscaba el traslado de habitantes al área de San Miguelito y construir viviendas con la ayuda del Instituto de Vivienda y Urbanismo (IVU); y la Sociedad Porvenir de Curundú y Anexos, que buscaba la permanencia en Curundú, pero que aspiraban la mejora de las condiciones de vida en el barrio, y logran prestarse servicios de agua, luz, gas y teléfono en el área. En 1964 el IVU inauguró la serie de edificios multifamiliares en la zona y en 1971 se creó el corregimiento que da su nombre.
Con el bajo poder adquisitivo que ha tenido su población desde sus comienzos, junto con el crecimiento acelerado de éste, han desencadenado factores sociales que han incidido en hechos violentos en el corregimiento. En el siglo XXI, tanto instituciones del gobierno como movimientos evangélicos se han propuesto orientar a los jóvenes de la zona con el fin de alejarlos del pandillerismo y la delincuencia. El gobierno del presidente Ricardo Martinelli en 2009 lanzó un proyecto encaminado al ordenamiento y renovación urbana del corregimiento, con viviendas formales reubicadas en el mismo sector, beneficiando a unos 5 mil residentes.